# 音楽祭のプレリュード
『音楽祭のプレリュード』（A Festival Prelude）は、アルフレッド・リードが作曲した楽曲。リードの最初期の作品の一つで、吹奏楽版は日本でも演奏頻度が高い。

## 概要
オクラホマ州イーニド（Enid）のフィリップス大学（1998年破産により閉校）で開催されるトライ＝ステート音楽祭（Tri-State Music Festival）の25周年を記念して1957年に吹奏楽曲として作曲された。1957年5月に作曲者が指揮するフィリップス大学吹奏楽団の演奏で初演され、同楽団に献呈されている。
楽譜は1962年にアメリカのピードモント（Piedmont Music Company）から出版され、エドワード・マークス（Edward B. Marks Music Corporation）から販売されたが、初演以来人気が高く出版前から全米各地で広く演奏された。
1968年には出版社からの委嘱で管弦楽版も作られた。
日本では1970年の全日本吹奏楽コンクールで中学の部以外の部門の課題曲に選ばれ、その後のリード人気のきっかけとなった。
タイトルは「フェスティヴァル・プレリュード」「祝典前奏曲」などとも訳すことができるが、東亜音楽社から出版された日本国内向けの楽譜に付けられた「音楽祭のプレリュード」が邦題として定着している。

## 編成
吹奏楽版
楽譜のプログラムノートに各楽器の人数が細かく指定されており、管楽器およびコントラバス奏者が65人の編成を想定している。括弧内に作曲者が指定した人数を示す。
| 木管 | 木管                                           | 金管  | 金管                 | 弦・打 | 弦・打                 |
| ---- | ---------------------------------------------- | ----- | -------------------- | ------ | ---------------------- |
| Fl.  | 2 (各2), Picc. (2)                             | Crnt. | 2 (各2), Tp. 3 (各2) | Cb.    | (2)                    |
| Ob.  | 2 (各1)                                        | Hr.   | 4 (各1)              | Timp.  | ●                      |
| Fg.  | 2 (各1)                                        | Tbn.  | 3 (各2)              | 他     | S.D., B.D., Cym., Tri. |
| Cl.  | 3 (各4), E♭ (1), Alto(4), Bass (4), C-Bass (2) | Bar.  | (2)                  | 他     | S.D., B.D., Cym., Tri. |
| Sax. | Alt. 2 (各1) Ten. (1) Bar. (1)                 | Tub.  | (3-4)                | 他     | S.D., B.D., Cym., Tri. |

管弦楽版
| 木管 | 木管     | 金管 | 金管 | 打    | 打                     | 弦   | 弦 |
| ---- | -------- | ---- | ---- | ----- | ---------------------- | ---- | -- |
| Fl.  | 2, Picc. | Hr.  | 4    | Timp. | ●                      | Vn.1 | ●  |
| Ob.  | 2, E.Hn. | Trp. | 3    | 他    | S.D., B.D., Cym., Tri. | Vn.2 | ●  |
| Cl.  | 2, B.Cl. | Trb. | 3    | 他    | S.D., B.D., Cym., Tri. | Va.  | ●  |
| Fg.  | 2, C.Bn. | Tub. | 1    | 他    | S.D., B.D., Cym., Tri. | Vc.  | ●  |
| 他   |          | 他   |      | 他    | S.D., B.D., Cym., Tri. | Cb.  | ●  |

## 構成
演奏時間は4〜5分。1つの主題と2つのファンファーレの音型が巧みに組み合わせられている。